# Pepper Adams
Park "Pepper" Adams (8. oktober 1930 i Michigan – 10. september 1986 i New York, USA) var en amerikansk barytonsaxofonist.
Pepper hører sammen med Gerry Mulligan til en af jazzen´s store barytonsaxofonister. Han har spillet med John Coltrane,Elvin Jones,Thad Jones,Mel Lewis,Donald Byrd,Charles Mingus,Jimmy Knepper,Lee Morgan,Benny Goodman,Ben Webster,Oliver Nelson og Count Basie.
Han har også indspillet i sit eget navn.

## Udvalgt Diskografi

### som leder
- Pepper Adams kvintet
- Critic´s Choice
- Pepper-Knepper Kvintet
- 10 to 4 at the 5 spot
- Pepper Adams Plays Charles Mingus
- Encounter

### som sideman
- The Cat Walk – Donald Byrd
- Royal Flush – Donald Byrd
- Poly-Currents – Elvin Jones
- Merry-Go-Round – Elvin Jones
- Consumation – Thad Jones/Mel Lewis Big Band
- Dakar – John Coltrane
- Blues And Roots – Charles Mingus
- See You at the Fair – Ben Webster
- More Blues And The Abstract Truth – oliver Nelson

## Eksterne kilder og henvisninger
- allmusic.com
- allaboutjazz.com Arkiveret 12. oktober 2008 hos  Wayback Machine
- Pepper Adams på Allmusic
- Pepper Adams på Discogs
- Pepper Adams på MusicBrainz